# Németremete
Németremete (románul: Remetea Mică, ukránul: Малі Ремети), falu Romániában, a Bánságban, Temes megyében.

## Fekvése
Temesvártól északkeletre, Máslak, Saroltavár és Buzád közt fekvő település.

## Története
Németremete Mária Terézia királynő uralkodása idejében történt második német telepítéskor keletkezett.
Königshofot és Greifenthalt a mai Németremete határában Neumann lippai sótári tiszt, a telepítő bizottság egyik tagja telepítette. Mindkét helység 1770-1771-ben épült és eredetileg 30 házból állt.
Greifenthal lakosai azonban mivel a közeli Fibis és Románbencsek lakosságától folyton háborgatva voltak, 1783-ban átköltöztek Königshofra. Az egykori Greifenthal helyét a Németremetéhez tartozó hasonló nevű dűlő tartja fenn.
1790-ben a falut Lőrincz-Kátai Latzkovits István kapta cserébe a kincstártól, birtokukban maradt 1853-ig, amikor egyik részét, majd 1859-ben a másikat is görgői Görgey János vette meg, később 1876-ban fiára Gyulára szállt. A birtok harmadik része 1803tól 1892-ig Pálffy Jánosné Latzkovits Francziskáé lett, tőle 1893-ban Parison Péter vásárolta meg.
A trianoni békeszerződés előtt Temes vármegye Lippai járásához tartozott.
1910-ben 750 lakosából 17 magyar, 694 német, 39 román volt. Ebből 704 római katolikus, 8 református, 38 görög keleti ortodox volt.
Németremete környékén feküdtek egykor Bosztos, Halmos és Olnos faluk is:

### Bosztos
A mai Németremete és Buzád között feküdt a középkorban Bosztos falu is, amely 1471-ben a mácsalaki (máslaki) uradalomhoz tartozott és ekkor Arad vármegyéhez számították.

### Halmos
Itt feküdt Halmos is, a mai Homas puszta helyén, amely 1471-ben a 
sződi vár tartozékai között szerepelt.

### Olnos
Németremete vidékén állhatott egykor Olnos is, melynek emlékét a Honos-patak tartja fenn.
1452-ben a Fejéregyháziaké volt, 1500-ban pedig az Országh családé.

## Nevezetességek
- Római katolikus temploma - 1818-ban épült.